# Залізна сутичка
Залізна сутичка (також Володарі роботів) — британський незалежний науково-фантастичний фільм 2014 року Режисер Джон Райт, продюсер Пірс Темпест.

## Про фільм
Події відбуваються в недалекому майбутньому у Лондоні. Земля захоплена інопланетними агресорами, які хочуть зробити планету своєю колонією. Багато представників людської раси загинули. Ті, які залишилися в живих, тепер цьому не раді. Кожному з них був імплантований чіп, який контролює їх дії. Якщо людина посміє проявити непокору, від її тіла в лічені секунди залишається лише дим з їдким запахом.
Але серед підкорених завжди знайдуться норовливі. Ними стає компанія молодих людей, для яких смерть вже не страшна. Вони розробляють відчайдушний план, де ключовим моментом є знищення резиденції інопланетян — гігантського космічного корабля, який застилає обрій на багато кілометрів.
Біоінтелект перемагає електронний мозок.

## Знімались
| Актор             | Роль        |
| ----------------- | ----------- |
| Каллан Маколіфф   | Шон Флінн   |
| Джилліан Андерсон | Кейт        |
| Бен Кінгслі       | Робін Смайт |
| Елла Гант         | Александра  |
| Джеймс Тарпі      | Натан       |
| Майло Паркер      | Коннор      |
| Стівен Макінтош   | Денні       |
| Тамер Гассан      | Вейн        |
| Джеральдін Джеймс | Монік       |
| Рой Гадд          | Морс        |
| Девід Мак-Севідж  | Годинникар  |
| Лалор Родді       | Сванн       |